# Adrienne McQueen

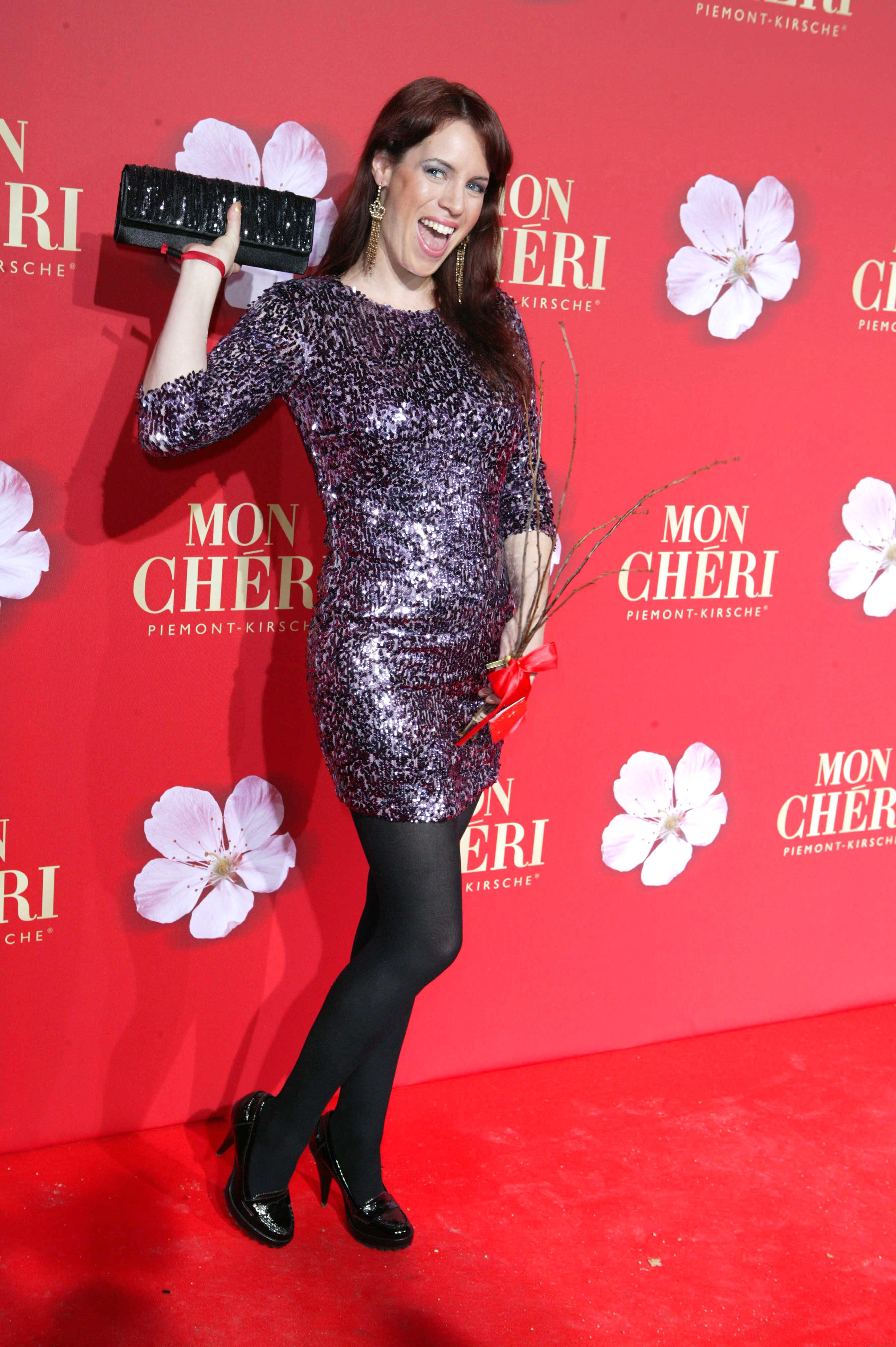
Adrienne McQueen (2014)

Adrienne McQueen (geb. Baisch; * 16. Juni 1978 in Frankfurt am Main) ist eine deutsch-US-amerikanische Film- und Theaterschauspielerin.

## Leben und Karriere
McQueen wuchs als Tochter der Malerin und Designerin Marion Jansen-Baisch und eines Grafikers in Deutschland (u. a. in Frankfurt am Main und Ronneburg), England, Österreich und Italien auf.
Ihre Ausbildung absolvierte McQueen an der Londoner Royal Academy of Dance und der Stella Adler Academy of Acting in Los Angeles.
McQueen sammelte erste Schauspielerfahrungen mit kleinen Rollen in den Fernsehserien Tatort, Prison Break und True Blood. Es folgte eine Nebenrolle im Fernsehfilm Epoch: Evolution (2001), wo sie die Rolle einer Reporterin spielte. In der Videospielverfilmung BloodRayne (2005) hatte sie eine Nebenrolle. Im vierten Teil der Fast-&-Furious-Reihe – Fast & Furious – Neues Modell. Originalteile. (2009) – agierte sie in der Rolle einer Tänzerin. Seit 2006 führt sie gemeinsam mit Miro Vrana die Produktionsfirma Cinema League. 2015 stand sie für die VOX-Dokumentation über Paul Walker und Vin Diesel Vin Diesel und Paul Walker – eine Freundschaft auf Leben und Tod vor der Kamera.

## Auszeichnungen
- European Musical Voice Award für Österreich[1]

## Filmografie (Auswahl)
- 1993: Tatort – Renis Tod (Fernsehreihe)
- 2003: Epoch: Evolution (Fernsehfilm)
- 2004: Apokalypse Eis (Post Impact)
- 2005: BloodRayne
- 2007: Brotherhood of Blood
- 2009: Toy Boy
- 2009: Fast & Furious – Neues Modell. Originalteile. (Fast & Furious)
- 2011: Dumped (Kurzfilm)
- 2012: Operation Terror
- 2012: Magic Mike
- 2014: Android Cop
- 2015: Knight of Cups
- 2015: A Perfect Vacation

### Serienauftritte
- 2009: Prison Break (2 Episoden)
- 2009: True Blood (5 Episoden)
- 2015: Alesia: Ground Zero (7 Episoden)
- 2019: Skylines (eine Episode)
- 2022: The Con (eine Episode)